# 龙卡罗
龙卡罗（義大利語：Roncaro），是意大利帕维亚省的一个市镇。总面积4平方公里，人口1236人，人口密度309.0人/平方公里（2009年）。国家统计（ISTAT）代码为018129。